# Emmaljunga församlingshem
Emmaljunga församlingshem är en kyrkobyggnad i Hässleholms kommun. Den är församlingskyrka i Vittsjö församling, Lunds stift.

## Kyrkobyggnaden
Församlingshemmet uppfördes 1935 och invigdes på domssöndagen samma år av biskop Edvard Magnus Rodhe. Stora salen blev då ett kyrkorum. 1965 uppfördes en klockstapel norr om byggnaden. 1976 tillkom en ny orgel byggd av Gunnar Carlsson i Borlänge.

### Orgel
Den nuvarande orgeln byggdes 1976 av Gunnar Carlsson, Borlänge och är en mekanisk orgel.
| Manual            |
| Rörflöjt 8'       |
| Gemshorn 4'       |
| Blockflöjt 2'     |
| Crescendosvällare |